# Євронімус
Е́йстейн О́шет (норв. Øystein Aarseth; 22 березня 1968, Егерсунн, Норвегія — 10 серпня 1993, Осло) — норвезький метал-музикант. Сценічний псевдонім — Euronymous, взятий (у зміненому вигляді) з назви пісні гурту Hellhammer «Eurynomos» (демо Satanic Rites, 1983). Разом з басистом Некробутчером і барабанщиком Мангеймом заснував колектив Mayhem, де був гітаристом.
З 1984 по 1993 — гітарист, композитор і ідеолог Mayhem. Відкрив магазин «Гельвете» (Helvete, з букмол «пекло»), у якому продавалась важка «зла» музика (блек-, дез-, треш-метал).
Організував лейбл «Posercorpse Music» / «Deathlike Silence Productions», на якому записувались гурти Burzum, Abruptum, Merciless. Лідер антихристиянської музичної спільноти «The Inner Black Circle of Norway», куди увійшли учасники команд Darkthrone, Burzum, Immortal, Thorns, Enslaved, Arcturus і Emperor.

## Біографія

### 1984–1991
Ошет сформував Mayhem у 1984 році разом із басистом Некробутчером (Йорн Стубберуд) і барабанщиком Кетілом Манхеймом. У той час він носив сценічний псевдонім Деструктор (Destructor), але пізніше змінив своє ім’я на Євронімус (Euronymous), що походить від імені демона Євронімуса, який надихнув однойменну пісню Hellhammer.
Влітку 1986 року Євронімус, Некробутчер і Джон «Металіон» Крістіансен відвідали німецький треш-метал-гурт Assassin і записали демо Metalion in the Park під назвою Checker Patrol, Металіон записав бек-вокал у заголовній пісні «Metalion in the Park».
У 1988 році Пер «Dead» Олін став вокалістом Mayhem, а Ян Аксель «Hellhammer» Бломберг став їхнім барабанщиком. До 1991 року Дед, Євронімус і Хеллхаммер жили в будинку в лісі поблизу Кракстада, який використовувався як місце для репетицій гурту. Басист Mayhem Некробутчер розповів, що за час спільного проживання Дед і Євронімус «дуже діяли один одному на нерви» і «зрештою не були справжніми друзями». Хеллхаммер згадує, що одного разу Дед пішов спати в лісі, тому що Євронімус грав синтезаторну музику, яку Дед ненавидів. Потім Євронімус вийшов на вулицю і почав стріляти в повітря з дробовика. Варг Вікернес стверджує, що Дед одного разу вдарив Євронімуса ножем.
8 квітня 1991 року Дед був знайдений Євронімусом мертвим у своєму будинку з розрізаними зап'ястями та пораненням в голову з рушниці. Його смерть розцінили як самогубство. Перш ніж викликати поліцію, Євронімус пішов у магазин та купив одноразову камеру, за допомогою якої він сфотографував тіло, переставивши деякі речі. Одна з цих фотографій пізніше була використана як обкладинка контрабандного концертного альбому: The Dawn of the Black Hearts.
Євронімус використав самогубство Деда, щоб створити «злий» імідж Mayhem і стверджував, що Дед убив себе, тому що блек-метал став «модним» і комерціалізувався. Згодом поширилися чутки про те, що Євронімус приготував рагу з шматочків мозку Деда та зробив намиста з шматочків його черепа. Пізніше гурт спростував перші чутки, але підтвердив, що останні були правдою. Крім того, Євронімус стверджував, що дарував ці намиста музикантам, яких він вважав гідними, що було підтверджено кількома іншими учасниками сцени, такими як Борд «Фауст» Ейтун та Металіон. Морган Штайнмаєр Хаканссон з Marduk також підтвердив це і те, що він також володіє шматочком мозкової речовини Деда, а також свинцем від пострілу з рушниці, які були подаровані йому Євронімусом.
Пізніше Некробутчер припустив, що зробити фотографії та змусити інших побачити їх було способом для Євронімуса впоратися з шоком від того, що він побачив свого друга мертвим. Він стверджував, що Євронімус «потрапив у світ фантазій». Фауст з Emperor вважає, що самогубство Деда «позначило момент, коли під керівництвом Євронімуса блек-метал-сцена почала свою одержимість усім сатанинським і злим». Кетіль Манхейм сказав, що після самогубства Євронімус «намагався бути настільки ж екстремальним, наскільки і говорив». Самогубство спричинило розрив між Євронімусом та деякими його друзями, яким було огидне його ставлення до самогубства Деда та поведінки Євронімуса після цього. Некробутчер припинив свою дружбу з Євронімусом. Таким чином, після самогубства у Mayhem залишилося лише двоє учасників: гітарист Євронімус і барабанщик Хеллхаммер. Новим вокалістом і басистом Mayhem був найнятий Стіан "Occultus" Йоганнсен. Однак це було недовго; він покинув групу після того, як отримав погрозу вбивством від Євронімуса.

### 1991–1993
У травні-червні 1991 року Євронімус відкрив магазин платівок під назвою «Helvete» (в перекладі з норвезької helvete означає «пекло») на Schweigaards gate 56 в Осло. Норвезькі блек-метал музиканти часто зустрічалися в підвалі магазину, включно з двома учасниками Mayhem, учасниками Emperor, Варгом «Графом Грішнакхом» Вікернесом з Burzum та Снорре «Blackthorn» Ruch of Thorns. Євронімус також заснував незалежний звукозаписний лейбл під назвою Deathlike Silence Productions, який базувався в Helvete. Він випустив альбоми норвезьких гуртів Mayhem і Burzum, а також шведських гуртів Merciless і Abruptum. Євронімус, Варг і гітарист Emperor Томас «Самот» Гауген жили в Helvete в різний час. Там же жив і працював барабанщик Emperor Фауст. Стіни магазину були пофарбовані в чорний колір і прикрашені середньовічною зброєю, плакатами оркестрів і дисками з зображеннями, а на вітрині був надгробок з полістиролу.
Згідно з Occultus, приміщення, яке орендував Євронімус, «було занадто великим, а орендна плата була занадто високою. Ось чому воно ніколи не було добре». Під саму крамницю була використана лише невелика частина будівлі. Тим не менш, він став центром норвезької блек-метал сцени. Металіон, автор фензину Slayer, сказав, що відкриття Helvete було «створенням усієї норвезької Black Metal сцени».
Євронімус допомагав багатьом молодим групам на сцені, особливо Emperor і Enslaved, обидва з яких він рекомендував для Candlelight Records. Іхсан з Emperor сказав, що «якщо вам довіряли, якщо вони знали, що ви серйозні у своїх поглядах, вас приймала» сцена Helvete. Євронімус взяв Вікернеса, який був на п'ять років молодший за нього, під свою опіку: запросивши його грати на бас-гітарі з Mayhem і запропонувавши випустити його музику як Burzum. Однак стверджується, що їхня дружба переросла в суперництво. Озираючись назад, Фауст сказав: «Це звучить дуже безглуздо, але я думаю, що між ними було невелике змагання, щоб побачити, хто може бути злішим. Це створило дуже складну ситуацію, особливо для Євронімуса, який хотів гламуру та З ним було багато диму, але не так багато вогню».
6 червня 1992 року Фантофтська ставкірка в Бергені була зруйнована підпалом. Вікернеса серйозно підозрювали як винуватця, але так і не засудили. Відбулася хвиля підпалів церков по всій Норвегії, вчинених музикантами та шанувальниками норвезької блек-метал сцени. Євронімус був присутній під час підпалу каплиці Холменколлена разом з Вікернесом і Фаустом, які були засуджені за підпал після смерті Євронімуса. Фауст каже, що вважає, що Євронімус долучився, тому що «відчував, що повинен довести, що він може бути частиною цього, а не лише на задньому плані». Одночасно з випуском альбому Mayhem De Mysteriis Dom Sathanas, Вікернес і Євронімус нібито планували розбомбити собор Нідароса, який зображений на обкладинці альбому. Смерть Євронімуса в серпні 1993 року поставила крапку в цьому плані і призупинила випуск альбому.
У січні 1993 року стаття в одній із найбільших норвезьких газет Bergens Tidende привернула увагу ЗМІ до блек-метал-сцени. Варг Вікернес (використовуючи свій псевдонім Граф Грішнак) дав анонімне інтерв’ю журналісту газети, в якому він стверджував, що спалив церкви та вбив людину в Ліллегаммері. За словами Вікернеса, анонімне інтерв'ю планували він і Євронімус. Мета, за його словами, полягала в тому, щоб налякати людей, популяризувати блек-метал і отримати більше клієнтів для Helvete. Він додав, що інтерв'ю не виявило нічого, що могло б довести його причетність до будь-якого злочину. Однак до моменту друку статті Вікернеса вже заарештували. Деякі інші учасники події також були заарештовані та допитані, але всіх відпустили через відсутність доказів. Сам Вікернес був звільнений у березні 1993 року також через відсутність доказів. Той місяць, Kerrang! опублікував статтю про норвезьку блек-метал сцену. У ньому Євронімус і Вікернес представили себе лідерами войовничої культової групи «сатанінських терористів». Євронімус стверджував, що Helvete допомагає фінансувати її діяльність, але сказав, що він не бере безпосередньої участі в її злочинах, тому що, якби його спіймали, організація розвалилася б.
Після епізоду Bergens Tidende Euronymous вирішив закрити Helvete, оскільки він почав привертати увагу поліції та ЗМІ. Вікернес і автори «Володарів хаосу» стверджують, що батьки Євронімуса тиснули на нього, щоб він закрив Helvete.

## Смерть
Євронімуса убив Варґ Вікернес у 1993 році. Справжні причини вбивства залишаються предметом суперечок. За однією з версій, убивство стало результатом ідеологічних розбіжностей і боротьби за вплив у Чорному колі. Але були й інші причини конфлікту. Так, записи Burzum у той час виходили на DSP. Варґ хотів видавати їх на власному лейблі, котрий і створив у 1993 році, підписавши контракт із компанією Voices Of Wonder. Однак, Варг стверджував, що Євронімус не повернув йому виручки від продажу альбому Burzum, так само як і позичених для його видання грошей. Другий повноформатний альбом Det Som Engang Var вийшов уже на Voices Of Wonder, однак компанія розірвала контракт із Варґом і повернула йому непродані копії після вбивства Євронімуса та публікації ряду пронацистських висловлювань Вікернеса. На суді Варґ оголосив, що Євронімус сам намагався вбити його, а дії Варґа були самообороною (так само він стверджує і зараз).
У ніч на 11 серпня Варґ Вікернес і Снорре Раш (засновник і єдиний учасник блек-метал групи Thorns) прийшли до дому Євронімуса в Осло. Після короткої суперечки Варг кілька разів ударив Євронімуса ножем. Поліція виявила 2 рани на голові, 5 на шиї і 16 на спині. Сам Вікернес стверджував, що Євронімус під час бійки намагався дістати ніж або рушницю, що лежали в іншій кімнаті, а більшість ран з'явилася через те, що Євронімус упав на скло. Варґа заарештували 10 днів потому. При арешті поліція виявила в нього вдома велику кількість вибухових речовин. Варґ стверджував, що збирався підірвати  Blitz House — популярне місце зібрань активістів лівих організацій у Осло.
У той час Mayhem записували альбом De Mysteriis Dom Sathanas, де сесійним бас-гітаристом був Варґ Вікернес. Сім'я Євронімуса просила ударника Mayhem Гелгамера переписати партії бас-гітари, однак Гелгамер не вмів грати на басі й не став нічого змінювати, але на буклеті альбому у якості музик вказані тільки Гелгамер і Євронімус.

## Погляди на релігію
В інтерв'ю Євронімус казав, що він теїстичний сатаніст. В інтерв’ю Есі Лагденпера, що відбулося в серпні 1993 року, Євронімус заявив:
|                                               | Я вірю в рогатого диявола, персоніфікованого сатану. На мій погляд, усі інші форми сатанізму — дурниця. [...] Сатанізм походить від релігійного християнства, і там він залишиться. Я релігійна людина і буду боротися з тими, хто неправильно використовує Його ім’я. Люди не повинні вірити в себе та бути індивідуалістами. Вони повинні СКОРИТИСЯ, бути РАБАМИ релігії. |
| — http://www.fmp666.com/moonlight/mayhem.html | |

Теїстичний сатанізм, який підтримував Євронімус, був інверсією римо-католицької догми, і він стверджував: «Ми прославляємо зло і сліпо віримо в божественне створіння, як у християнина». Про зв’язок між релігією та наукою він сказав: «Вчені не можуть спростувати [...] релігію. Як би ви не намагалися, ви не можете пояснити Всесвіт. Ви не можете залишити поза увагою релігійну віру». 
Він виступав проти сатанинських і окультних вчень Антона ЛаВея та Алістера Кроулі, оскільки, на відміну від Євронімуса, вони пропагували те, що він вважав «миром» і комерційною легковажністю, а також індивідуалізм на противагу догмі. Він сказав, що «ніколи не прийме будь-яку групу, яка проповідує ідеї Церкви Сатани, оскільки вони просто зграя свободолюбних і життєлюбних атеїстів, і вони стоять прямо проти мене». Коли його запитали, що він думає про кодекс Кроулі: «роби, що хочеш, буде весь закон», він відповів: «Люди повинні робити те, що МИ від них хочемо. Ми проти свободи, і змусили групу з Рогаланда Норвегія—Belsebub—розділитися».
Як зазначалося раніше, деякі з тих, хто знав Євронімуса, стверджують, що його «крайній сатанинський образ» був вчинком. У той час як Mortiis сказав, що Євронімус «був таким прихильником диявола, що ви не повірите», у документальному фільмі про блек-метал «Поки нас не забере світло» Варг Вікернес стверджував, що Євронімус не був сатаністом. Він сказав: «Для Ейстейн все було про імідж, і він хотів здаватися екстремальним. Він хотів, щоб люди вважали його екстремалом; найекстремальнішим з усіх. Але він не хотів бути екстремалом і насправді ним не був». Хоча Металіон, який товаришував як з Вікернесом, так і з Євронімусом, коли останній помер, і називав Євронімуса своїм найкращим другом, писав, що «деякі люди на нашій сцені читали кілька книжок і вважали себе сатаністами», він не робив таких заяв про Євронімуса. Тенебріс (імовірно Йон Недтвейдт) із Мізантропічного Люциферіанського Ордену, шведського сатанинського ордену, сформованого в 1995 році, писав, що «тоді, в 1991 році, речі переважно стосувалися блек-металу та ідеологічного сатанізму [...] і начебто стояли і впали разом з Євронімусом і його крамницею. Тому він зник з його смертю в 1993 році».
Згодом деякі представники норвезької сцени почали дотримуватися язичництва. Пізніше Вікернес стверджував, що Євронімус — «одержимий цією «сатаністською» річчю» — не схвалював пропагування Вікернесом язичництва. Хоча Євронімус не виявив явного несхвалення язичництва і випустив перший альбом язичницького гурту Enslaved, Vikingligr Veldi, на Deathlike Silence Productions.

## Дискографія
| Назва                     | Рік запису | Рік випуску |
| ------------------------- | ---------- | ----------- |
| Pure Fucking Armageddon   | 1985       | 1985        |
| Deathrehearsal            | 1987       | 1987        |
| Deathcrush                | 1987       | 1987        |
| Live in Leipzig           | 1990       | 1993        |
| Dawn of the Black Hearts  | 1990       | 1995        |
| /Freezing MoonCarnage     | 1990       | 1996        |
| Out from the Dark         | 1991       | 1995        |
| De Mysteriis Dom Sathanas | 1993       | 1994        |